# Mistrzostwa Europy w Futsalu 2026
Ten artykuł dotyczy przyszłego wydarzenia sportowego. Informacje w nim zawarte zmienią się w przyszłości.
XIII Mistrzostwa Europy w Futsalu 2026 – trzynasty turniej Mistrzostw Europy w futsalu. Wydarzenie to po raz pierwszy rozgrywane będzie na Litwie, Łotwie i Słowenii, będzie to również pierwszy taki turniej organizowany w trzech krajach. Rozpocznie się ono 18 stycznia, a zakończyło 8 lutego 2026 roku.
Tytułu bronić będzie reprezentacja Portugalii, która wygrała turniej dwa razy z rzędu: w 2018 roku i w 2022 roku.

## Procedura wyboru gospodarza
UEFA procedurę wyboru następnych mistrzostw Europy w roku 2022 i nakazała zgłoszenie się najpóźniej do stycznia 2023 roku.
W maju 2023 roku UEFA ogłosiła następujące cztery oferty:
- Belgia i  Francja: Antwerpia i Lyon
- Finlandia: Espoo i Tampere
- Łotwa: Ryga
- Litwa: Kowno i Wilno

Wkrótce jednak okazało się, że Belgowie i Francuzi zdecydowali się kandydować osobno, a Litwa z Łotwą połączyły swoje oferty jako wspólne:
- Belgia: Antwerpia
- Francja: Paryż[3]
- Finlandia: Espoo i Tampere
- Litwa i  Łotwa: Kowno i Ryga[4]

Dnia 2 grudnia 2023 roku UEFA ogłosiła przyznanie turnieju Litwie i Łotwie podczas kongresu w niemieckim Hamburgu. Przed losowaniem baraży Słowenia została ogłoszona jako trzeci współgospodarz turnieju

## Kontrowersje
Wybór krajów bałtyckich na współgospodarzy turnieju wywołał kontrowersje w mediach społecznościowych. Wprawdzie w obu miastach odbywały się ważne imprezy futsalowe: w Rydze odbywała się inauguracyjna edycja Mistrzostw Europy U-19 w futsalu 2019 i Final Four Ligi Mistrzów w futsalu 2021/22, a w Kownie odbyły się 22 mecze Mistrzostw Świata w futsalu 2021, w tym mecz otwarcia i finał. Jednak kibicom nie spodobał się fakt, że UEFA odrzuciła ofertę Francji, w której futsal dynamicznie się rozwija (dziesięć miesięcy później w debiutanckim występie na mundialu zajęli czwarte miejsce), a przyznała turniej bałtyckim krajom, w których wydarzenia sportowe odbywały się przy umiarkowanej frekwencji. Jednak decyzja ta miała związek z polityką UEFA: dawanie takich turniejów krajom, które nie mają szans na organizację dużych wydarzeń piłkarskich. 
W dniu 11 kwietnia 2025 roku na turniej po raz pierwszy od 16 lat awansowała reprezentacja Białorusi, co wywołało kontrowersje, ponieważ łotewskie prawo zabrania organizacji jakichkolwiek imprez sportowych z udziałem rosyjskich i białoruskich drużyn, zarówno pod naturalnymi jak i neutralnymi barwami (rozdział 17 paragraf 2).  Niejasny stał się udział Ukraińców z powodu udziału Białorusinów, ponieważ ukraińskie prawo zabrania rywalizacji z reprezentacjami Rosji i Białorusi, z wyjątkiem sytuacji, gdy występują one bez narodowych symboli. W przeszłości Ukraina bojkotowała już zawody z udziałem Białorusi, a relacje z UEFA są napięte – organizacja nie wyraziła np. zgody na oficjalne uczczenie ofiar rosyjskich ataków w trakcie jednego z niedawnych meczów – w Koszalinie z Rumunią. W związku z tym rozważano przeniesienie meczów Białorusi do innego kraju. Jednak rozwiązanie to nie rozwiązywało całkowicie problemu – Białoruś może awansować do dalszej fazy turnieju, co skomplikowałoby organizację kolejnych meczów. UEFA miała podjąć ostateczną decyzję w tej sprawie na początku maja. W grę teoretycznie wchodziło nawet odebranie Litwie i Łotwie prawa do organizacji turnieju, co mogłoby wpłynąć również na udział Łotwy i Litwy w rozgrywkach. Bartłomiej Banasiewicz, współzałożyciel fundacji Polski Instytut Dyplomacji Sportowej, ocenił, że najbardziej prawdopodobnym rozwiązaniem jest to, iż „pod naciskami UEFA na ugoszczenie Białorusinów mogą się zgodzić Litwini”. „Nie są oni chętni, ale zarazem mają wybór. W przeciwieństwie do Łotyszy nie złamaliby przepisów prawa krajowego” – podkreślił w wątku opublikowanym w serwisie X. Sytuacja miała się wyjaśnić w początku maja. Jednak Litwini byli solidarni z Łotyszami i też odmówili przyjęcia Białorusinów do siebie. Nie odbyło się zaplanowane na 21 maja losowanie baraży. Jednak 27 czerwca UEFA ogłosiła, że białoruskie mecze zostaną rozegrane w Słowenii odbierając tym samym Litwinom i Łotyszom łącznie 18 meczów. Losowanie barażów zaplanowano na 3 lipca 2025 roku. Nie wiadomo jednak jak wyjaśni się sytuacja ze startem Ukrainy i czy wystąpi ona w turnieju, a jeśli się wycofa, to kto ją zastąpi i czy nie będzie jakichś sankcji za bojkot turnieju.

## Kwalifikacje
W kwalifikacjach bierze udział 48 reprezentacji. Na początku zostanie rozegrana runda wstępna, w której wezmą udział najsłabsze w rankingu drużyny. 12 drużyn z tej rundy zostanie podzielone na trzy czterodrużynowe grupy, z każdej z nich awansują dwa najlepsze zespoły.
W drugiej rundzie 40 reprezentacji (w tym 6 z rundy wstępnej) zostanie podzielonych na 10 czterodrużynowych grup. Zwycięzcy grup awansują do turnieju, natomiast 8 najlepszych reprezentacji z II miejsc, przechodzi do baraży. Losowanie baraży odbędzie się 3 lipca 2025 roku. Mecze rozegrane będą pomiędzy 15 a 24 września
Litwa i Łotwa mają zapewniony udział w turnieju. Dodana Słowenia wywalczyła awans wcześniej.
Po raz pierwszy w historii wystąpiły na turnieju reprezentacje Litwy, Łotwy i Armenii. Do turnieju po raz pierwszy od 10 lat zakwalifikowała się reprezentacja Czech, a dnia 11 kwietnia po raz pierwszy od 16 lat awansowała reprezentacja Białorusi

## Zakwalifikowane zespoły
Do finałowego turnieju zakwalifikuje się 16 drużyn. Oprócz Litwy i Łotwy, czyli gospodarzy rozgrywek, 14 pozostałych zespołów uzyska kwalifikację poprzez eliminacje.
| Reprezentacja | Sposób kwalifikacji                | Data awansu      | Ostatni udział w turnieju | Ilość występów                                                             | Najlepszy wynik w turnieju                             | Rezultat |
| ------------- | ---------------------------------- | ---------------- | ------------------------- | -------------------------------------------------------------------------- | ------------------------------------------------------ | -------- |
| Litwa         | Współgospodarz                     | 2 grudnia 2023   | debiutant                 | debiutant                                                                  | debiutant                                              |          |
| Łotwa         | Współgospodarz                     | 2 grudnia 2023   | debiutant                 | debiutant                                                                  | debiutant                                              |          |
| Ukraina       | Zwycięzca Grupy A                  | 11 kwietnia 2025 | 2022                      | 11 (1996, 2001, 2003, 2005, 2007, 2010, 2012, 2014, 2016, 2018, 2022)      | Wicemistrzostwo ( 2001, 2003)                          |          |
| Białoruś      | Zwycięzca Grupy B                  | 11 kwietnia 2025 | 2010                      | 1 (2010)                                                                   | Faza Grupowa (2010)                                    |          |
| Polska        | Zwycięzca Grupy C                  | 10 kwietnia 2025 | 2022                      | 3 (2001, 2018, 2022)                                                       | Faza grupowa (2001, 2018, 2022)                        |          |
| Słowenia      | Zwycięzca Grupy D i Współgospodarz | 10 kwietnia 2025 | 2022                      |                                                                            | Ćwierćfinał (2014, 2018)                               |          |
| Chorwacja     | Zwycięzca Grupy E                  | 11 kwietnia 2025 | 2022                      | 6 (1999, 2001, 2012, 2014, 2016,2022)                                      | IV miejsce (2012)                                      |          |
| Armenia       | Zwycięzca Grupy F                  | 12 marca 2025    | debiutant                 | debiutant                                                                  | debiutant                                              |          |
| Portugalia    | Zwycięzca Grupy G                  | 5 lutego 2025    | 2022                      | 10 (1999, 2003, 2005, 2007, 2010, 2012, 2014, 2016, 2018, 2022)            | Mistrzostwo (2018, 2022)                               |          |
| Hiszpania     | Zwycięzca Grupy H                  | 15 kwietnia 2025 | 2022                      | 12 (1996,1999, 2001, 2003, 2005, 2007, 2010, 2012, 2014, 2016, 2018, 2022) | Mistrzostwo (1996, 2001, 2005, 2007, 2010, 2012, 2016) |          |
| Czechy        | Zwycięzca Grupy I                  | 12 marca 2025    | 2016                      | 8 ( 2001, 2003, 2005, 2007, 2010, 2012, 2014, 2016)                        | III miejsce (2003, 2010)                               |          |
| Francja       | Zwycięzca Grupy J                  | 16 kwietnia 2025 | 2018                      | 1 (2018)                                                                   | Faza Grupowa (2018)                                    |          |
|               | Zwycięzca barażów                  | wrzesień 2025    |                           |                                                                            |                                                        |          |
|               | Zwycięzca barażów                  | wrzesień 2025    |                           |                                                                            |                                                        |          |
|               | Zwycięzca barażów                  | wrzesień 2025    |                           |                                                                            |                                                        |          |
|               | Zwycięzca barażów                  | wrzesień 2025    |                           |                                                                            |                                                        |          |

## Miasta i stadiony
Cztery hale w  trzech miastach w Słowenii.  Litwie i Łotwie będą gospodarzami turnieju.
| Kowno             | Ryga              | Lublana           | Lublana          |
| ----------------- | ----------------- | ----------------- | ---------------- |
| Žalgiris Arena    | Arēna Rīga        | Stožice Arena     | Hala Tivoli      |
| Pojemność: 14 500 | Pojemność: 10 300 | Pojemność: 12 480 | Pojemność: 4 500 |
|                   |                   |                   |                  |
| Kowno             | Ryga              | Lublana           | Lublana          |

## Losowanie
Losowanie fazy grupowej XIII Mistrzostw Europy w futsalu mężczyzn 2026 zaplanowano na piątek, 24 października 2025 roku w Žalgiris Arena w Kownie. Szesnastu finalistów zostanie podzielonych na cztery grupy. Litwa i Łotwa jako współgospodarze są przydzieleni do koszyka pierwszego, tak jak obrońcy tytułu Portugalczycy. Ze względu na zaangażowanie Białorusi w działania wojenne inwazji Rosji na Ukrainę reprezentacja Ukrainy nie może grać w jednej grupie z reprezentacją Białorusi, ponad to reprezentacje te nie mogą znaleźć się w sąsiednich grupach, tj. jeśli reprezentacja Ukrainy znajdzie się w grupie A lub B, to reprezentacja Białorusi musi znaleźć się w grupie C lub D i odwrotnie. 

### Podział na koszyki
| Koszyk A     | Koszyk B | Koszyk C | Koszyk D |
| ------------ | -------- | -------- | -------- |
| Litwa (G)    |          |          |          |
| Łotwa (G)    |          |          |          |
| Słowenia (G) |          |          |          |
| Portugalia   |          |          |          |

## Faza grupowa
Na podstawie:
Legenda
|  | Awans do ćwierćfinału.  |
|  | Odpadnięcie z turnieju. |

Gdy dwie lub więcej drużyn zakończy fazę grupową z taką samą liczbą punktów, o kolejności w tabeli decyduje:
1. bilans bramkowy
2. liczba goli zdobytych w fazie grupowej;
3. punkty zdobyte w meczach pomiędzy danymi drużynami;
4. różnica bramek w meczach pomiędzy danymi drużynami;
5. zdobyte bramki w meczach pomiędzy danymi drużynami;
6. klasyfikacja fair play;
7. losowanie.

Pogrubieniem oznaczono drużyny, które wywalczyły awans do ćwierćfinału.

### Grupa A (Ryga)
| Lp. | Drużyna     | M | Mecze | Mecze | Mecze | Bramki | Bramki | Bramki | Pkt |
| Lp. | Drużyna     | M | W     | R     | P     | +      | −      | +/−    | Pkt |
| --- | ----------- | - | ----- | ----- | ----- | ------ | ------ | ------ | --- |
| 1.  | Łotwa "(G)" | 0 | 0     | 0     | 0     | 0      | 0      | 0      | 0   |
| 2.  | A2          | 0 | 0     | 0     | 0     | 0      | 0      | 0      | 0   |
| 3.  | A3          | 0 | 0     | 0     | 0     | 0      | 0      | 0      | 0   |
| 4.  | A4          | 0 | 0     | 0     | 0     | 0      | 0      | 0      | 0   |

### Grupa B (Kowno)
| Lp. | Drużyna     | M | Mecze | Mecze | Mecze | Bramki | Bramki | Bramki | Pkt |
| Lp. | Drużyna     | M | W     | R     | P     | +      | −      | +/−    | Pkt |
| --- | ----------- | - | ----- | ----- | ----- | ------ | ------ | ------ | --- |
| 1.  | Litwa "(G)" | 0 | 0     | 0     | 0     | 0      | 0      | 0      | 0   |
| 2.  | B2          | 0 | 0     | 0     | 0     | 0      | 0      | 0      | 0   |
| 3.  | B3          | 0 | 0     | 0     | 0     | 0      | 0      | 0      | 0   |
| 4.  | B4          | 0 | 0     | 0     | 0     | 0      | 0      | 0      | 0   |

### Grupa C (Lublana)
| Lp. | Drużyna        | M | Mecze | Mecze | Mecze | Bramki | Bramki | Bramki | Pkt |
| Lp. | Drużyna        | M | W     | R     | P     | +      | −      | +/−    | Pkt |
| --- | -------------- | - | ----- | ----- | ----- | ------ | ------ | ------ | --- |
| 1.  | Słowenia "(G)" | 0 | 0     | 0     | 0     | 0      | 0      | 0      | 0   |
| 2.  | C2             | 0 | 0     | 0     | 0     | 0      | 0      | 0      | 0   |
| 3.  | C3             | 0 | 0     | 0     | 0     | 0      | 0      | 0      | 0   |
| 4.  | C4             | 0 | 0     | 0     | 0     | 0      | 0      | 0      | 0   |

### Grupa D (Lublana)
| Lp. | Drużyna | M | Mecze | Mecze | Mecze | Bramki | Bramki | Bramki | Pkt |
| Lp. | Drużyna | M | W     | R     | P     | +      | −      | +/−    | Pkt |
| --- | ------- | - | ----- | ----- | ----- | ------ | ------ | ------ | --- |
| 1.  | D1      | 0 | 0     | 0     | 0     | 0      | 0      | 0      | 0   |
| 2.  | D2      | 0 | 0     | 0     | 0     | 0      | 0      | 0      | 0   |
| 3.  | D3      | 0 | 0     | 0     | 0     | 0      | 0      | 0      | 0   |
| 4.  | D4      | 0 | 0     | 0     | 0     | 0      | 0      | 0      | 0   |

## Faza pucharowa
W fazie pucharowej uczestniczy 8 zespołów, które awansowały z fazy grupowej. Ta część rywalizacji składa się z trzech rund, w każdej rundzie odpada połowa drużyn. Po wyłonieniu czterech najlepszych drużyn turnieju, rozegrane zostaną półfinały. Zwycięzcy zagrają o tytuł mistrzowski. W każdym ze spotkań fazy pucharowej mecz zakończony w regulaminowym czasie remisem musi być rozstrzygnięty poprzez dogrywkę. Jeżeli wynik nadal pozostanie nierozstrzygnięty, następuje seria rzutów karnych, z wyjątkiem meczu o 3 miejsce, gdzie w przypadku remisu od razu są grane rzuty karne bez dogrywki.
|  |              |              |              |  |  |                   |           |           |  |  |       |       |       |
|  | Ćwierćfinały | Ćwierćfinały | Ćwierćfinały |  |  | Półfinały         | Półfinały | Półfinały |  |  | Finał | Finał | Finał |
|  | Ćwierćfinały | Ćwierćfinały | Ćwierćfinały |  |  | Półfinały         | Półfinały | Półfinały |  |  | Finał | Finał | Finał |
|  |              |              |              |  |  |                   |           |           |  |  |       |       |       |
|  |              |              |              |  |  |                   |           |           |  |  |       |       |       |
|  |              |              |              |  |  |                   |           |           |  |  |       |       |       |
|  |              |              |              |  |  |                   |           |           |  |  |       |       |       |
|  |              |              |              |  |  |                   |           |           |  |  |       |       |       |
|  |              |              |              |  |  |                   |           |           |  |  |       |       |       |
|  |              |              |              |  |  |                   |           |           |  |  |       |       |       |
|  |              |              |              |  |  |                   |           |           |  |  |       |       |       |
|  |              |              |              |  |  |                   |           |           |  |  |       |       |       |
|  |              |              |              |  |  |                   |           |           |  |  |       |       |       |
|  |              |              |              |  |  |                   |           |           |  |  |       |       |       |
|  |              |              |              |  |  |                   |           |           |  |  |       |       |       |
|  |              |              |              |  |  |                   |           |           |  |  |       |       |       |
|  |              |              |              |  |  |                   |           |           |  |  |       |       |       |
|  |              |              |              |  |  |                   |           |           |  |  |       |       |       |
|  |              |              |              |  |  |                   |           |           |  |  |       |       |       |
|  |              |              |              |  |  |                   |           |           |  |  |       |       |       |
|  |              |              |              |  |  | Mecz o 3. miejsce |           |           |  |  |       |       |       |
|  |              |              |              |  |  |                   |           |           |  |  |       |       |       |
|  |              |              |              |  |  |                   |           |           |  |  |       |       |       |
|  |              |              |              |  |  |                   |           |           |  |  |       |       |       |
|  |              |              |              |  |  |                   |           |           |  |  |       |       |       |
|  |              |              |              |  |  |                   |           |           |  |  |       |       |       |
|  |              |              |              |  |  |                   |           |           |  |  |       |       |       |
|  |              |              |              |  |  |                   |           |           |  |  |       |       |       |

UWAGA: W nawiasach podane są wyniki po rzutach karnych.

## Klasyfikacja końcowa
| Miejsce                        | Reprezentacja | Punkty | Bramki +/− | Bramki zdobyte |
| ------------------------------ | ------------- | ------ | ---------- | -------------- |
| Strefa medalowa                |               |        |            |                |
| złoto                          |               |        |            |                |
| srebro                         |               |        |            |                |
| brąz                           |               |        |            |                |
| brąz                           |               |        |            |                |
| Wyeliminowane w ćwierćfinałach |               |        |            |                |
| 5.                             |               |        |            |                |
| 6.                             |               |        |            |                |
| 7.                             |               |        |            |                |
| 8.                             |               |        |            |                |
| Wyeliminowane w fazie grupowej |               |        |            |                |
| 9.                             |               |        |            |                |
| 10.                            |               |        |            |                |
| 11.                            |               |        |            |                |
| 12.                            |               |        |            |                |
| 13.                            |               |        |            |                |
| 14.                            |               |        |            |                |
| 15.                            |               |        |            |                |
| 16.                            |               |        |            |                |